# Fredrik Kristian av Sachsen (1893–1968)

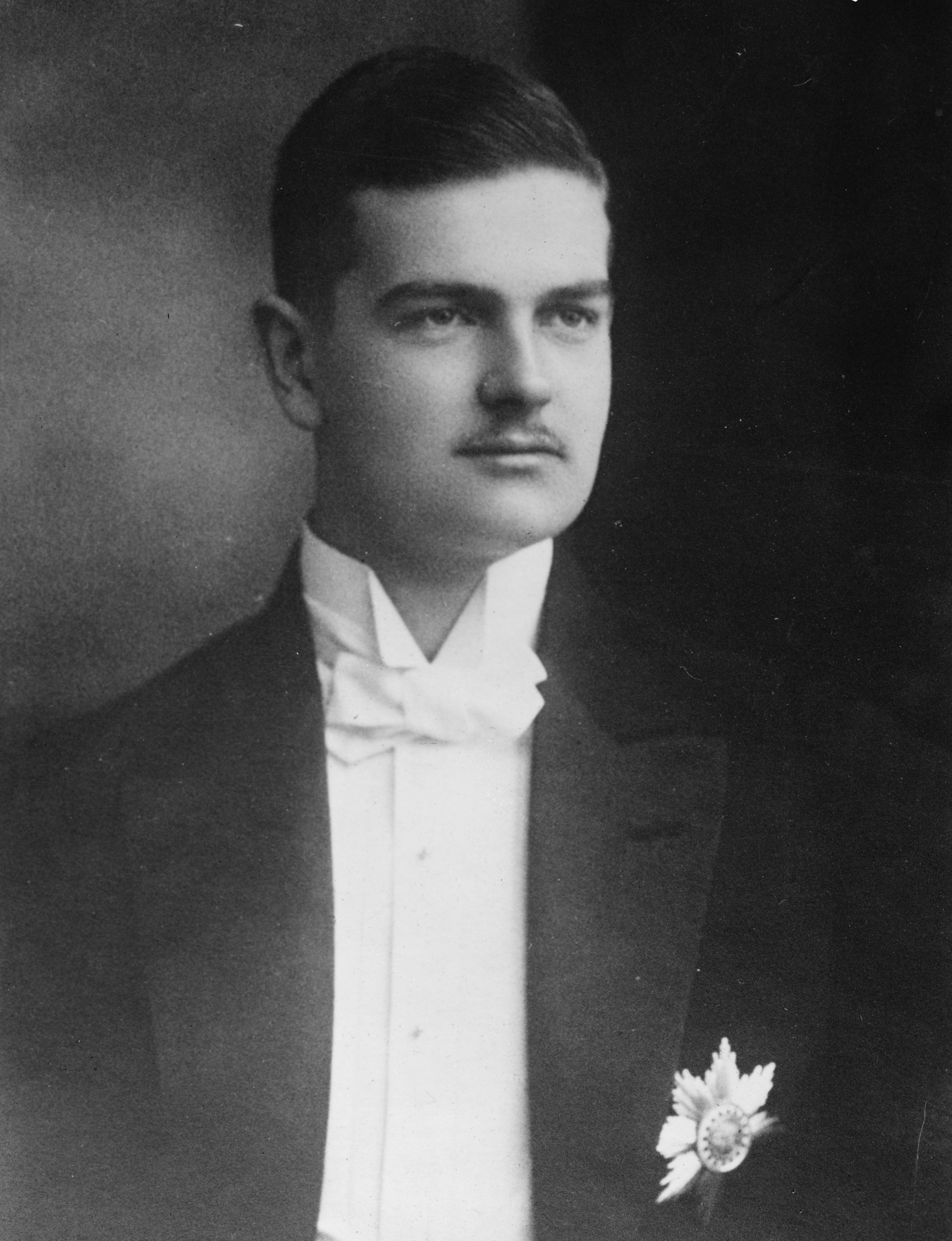
Fredrik Christian av Sachsen

Fredrik Kristian av Sachsen, Friedrich Christian Albert Leopold Anno Sylvester Makarius, född 31 december 1893 i Dresden, död 9 augusti 1968 i Samedan, var son till Fredrik August III av Sachsen och markgreve av Meissen.
Gift 1923 med Elisabeth Helene von Thurn und Taxis (1903-1976).

## Barn
- Maria Emanuel av Sachsen, markgreve av Meissen (1926-2012); gift 1963 med Anastasia av Anhalt (1940-  ). Barnlös.
- Maria Josepha (1928-   )
- Maria Anna Josepha (1929-2012); gift 1953 med Robert de Afif (1916-1978).
- Albert Joseph Maria Franz Xaver (1934–2012), gift med Elmira Henke (1930-)
- Mathilde Maria Josepha Anna Xaveria (1936-2018), gift 1968–1993 med Johannes, Prins av Sachsen-Coburg och Gotha-Kohary (1931–2010).